# Государствообразующий народ
Государствообразующий народ (государствообразующая нация) — этнос или нация, доминирующие во всех сферах общественной жизни национального государства; народ, способный контролировать государство простым демократическим путём, основанном на своём численном превосходстве; главный кандидат на лидерство в федерации, национальной или многонациональной; представляет собой «титульную нацию» государства. Представляет собой конструкцию, формируемую на основе ряда объективных критериев (общая история, язык, религия, культура) при помощи политических стратегий и союзов. Сам выбор доминирующего объективного критерия является политически мотивированным.
Может рассматриваться как синоним понятия нация, политически самоопределившийся народ, реализовавший свое право на внешнее политическое самоопределение.

## Характеристика
Член партии октябристов И. И. Высоцкий в статье в газете «Русская беседа» № 9-11 за 1910 год, писал: «„Россия для русских“ значит то же, что „Англия для англичан“, „Америка для американцев“, „Франция для французов“ и т. д. …принцип этот, принят всеми культурными и передовыми странами… Это вовсе не означает угнетения и уничтожения других народностей, но это означает национальность государственности, то есть первенство и господство в государстве одной народности… Народности государственной, то есть создавшей государство, представляющей и одухотворяющей его, хотя бы эта народность являлась даже пришлой как в Америке». Также он отмечал, что в «Североамериканских Соединенных Штатах племенной состав так же пестр, как и у нас; однако это не мешает — несмотря на широкую свободу, „равноправность“ и республиканское правление — всей власти в государстве находиться в руках одной национальности — англо-американской (янки), которая первенствует и господствует везде и во всем и язык которой является государственным и общеобязательным».
Считается, что государствообразующая нация не должна вести себя имперски и должна относиться к другим этносам с уважением, не игнорировать их культуру, язык и традиции.
Мотив признания привилегированного положения «государствообразующей нации» характерен в первую очередь для модерного имперского национализма.
Согласно американскому социологу Богдану Деничу (1980), для успешного руководства многонациональным государством всегда требовалось ограничение или самоограничение доминантной этнической группы. Именно эта группа способна стать угрозой всей системы многоэтничности, если она будет претендовать даже на те права, которые уже имеются у этнических меньшинств. В случае, если эта этническая группа, составляющая в государстве большинство, начинает утверждать собственную этническую идентичность и традицию, «она немедленно разбудит внутри этнических меньшинств латентные страхи на предмет самого их существования».
По мнению Дайси-О’Лири (2004), стабильная демократическая мажоритарная федерация, как национально-федеральной, так и многонациональная, должна иметь нем. Staatsvolk — государствообразующую нацию — гражданскую или этническую нацию, которая доминирует в демографическом и электоральном аспектах. Эта нация не обязательно должна составлять абсолютное большинство населения, но она должна выступать в качестве соучредителя федерации. Это рассматривается как необходимое условие обеспечения функционирования для либерально-демократической мажоритарной федерации.
К примерам федераций с ярко выраженной государствообразующей нацией принадлежат Австралия, Австрия, Германия, Россия, Аргентина, Испания.

## В России
Понятие «государствообразующий народ» в СССР и России могло восприниматься как умаление других народов, живущих в стране и на равных участвующих в создании и развитии государства.
В современной России имело место обсуждение вопроса предоставления русским привилегированного «государствообразующего» статуса. В конце 1990-х годов в Государственной Думе существовал проект Закона «О русском народе», при обсуждении которого было выдвинуто два основных тезиса: признание русских «единственным государствообразующим народом» и признание России мононациональной, а не многонациональной страной, причём речь шла об этнической, а не о политической трактовке понятия «нация». Были требования заменить понятие «многонациональный народ» в преамбуле Конституции РФ: на «русские и все другие коренные народы», «русский народ и все братские российские народы» и др. Проблема статуса русских в России являлась предметом дискуссии в конце ноября 2012 года в Москве на самом высоком уровне обсуждения проекта Стратегии государственной национальной политики Российской Федерации на период до 2025 года. Однако тезис о «государствообразующем» статусе в текст не был включён.
Подобные требования имелись и в программных документах многих русских националистических групп. Так, в 2013 году законодательно закрепить за русскими статус «государствообразующего народа» требовал сопредседатель общественного движения «Народный собор» Владимир Хомяков. Требование законодательно закрепить особый статус русского народа много раз звучало на конгрессах «Всемирного русского народного собора». Так, «Декларация русской идентичности», принятая по итогам XVIII «Всемирного русского народного собора» 11 ноября 2014 года призывала «созидать российскую общегражданскую общность с учётом центральной, объединяющей роли русского народа» и осуществить законодательное закрепление статуса русского народа в качестве государствообразующего. При этом понятие «русское» в Декларации полностью подменяет собой «российское» и рассматривается в качестве основы интеграционной государственной политики. Русские этнические националисты обычно негативно воспринимают понятие «российский», считая, что «российскость» является своего рода субститутом «советскости». По их мнению, в истории СССР происходило постоянное подавление «русскости».
В Татарстане ряд политиков и интеллектуалов выступал с идеей признания государствообразующего статуса рамках в России не только за русскими, но также и за татарами. Так, в опубликованной в 1990-е годы в журнале «Родина» статье президента Татарстана Минтимера Шаймиева, посвященной истории татарского народа, большой резонанс в пределах республики вызвал тезис, основанный на трудах Льва Гумилёва — «единственного русского ученого, защищавшего татар», что без Золотой Орды, названной «хозяйкой всей Восточной Европы» — не состоялось бы великой России. Ряд представителей общественности рассматривала это высказывание как сигнал, что Татарстан способен претендовать на особый статус в России, как и признание давнего единства татар и русских, «государствообразующего статуса татарского этноса в рамках Российской Федерации». «Исторические аргументы» в пользу особого статуса Татарстана и татарского народа приводит Рафаиль Хакимов, вице-президент Академии наук Республики Татарстан, который в том числе считает, что Золотая Орда в своё время была самой развитой цивилизацией и помогла русским княжествам прекратить междоусобицы и объединиться.
Системообразующую историческую роль русского народа в формировании России подчёркивал, в частности, первоначальный вариант текста Стратегии государственной национальной политики Российской Федерации (п. 11). В декабре 2018 года текст Стратегии был дополнен п. 11.1, согласно которому общероссийская гражданская идентичность основывается на сохранении русской культурной доминанты, которая присуща всем народам Российской Федерации.
Согласно Конституции России (поправкам к Конституции 2020 года): «Государственным языком Российской Федерации на всей её территории является русский язык как язык государствообразующего народа, входящего в многонациональный союз равноправных народов Российской Федерации» (часть 1 статьи 68). Согласно Заключению Конституционного Суда Российской Федерации, данная поправка основана на «объективном признании роли русского народа в образовании российской государственности, продолжателем которой является Российская Федерация».
По мнению кандидата юридических наук С. И. Некрасова, Конституция на федеральном уровне обосновывает особый статус, как минимум — особую роль одного, народа, а, следовательно, также особую роль одной культурной традиции и связанных с ней внеправовых социальных регуляторов. Правовая составляющая категории государствообразующего народа в России не ясна. Не прояснено, является ли статус государствообразующего народа особым.
По мнению политолога В. А. Ачкасова данная поправка превращает, хотя и символически, многонациональный народ России в иерархически организованный союз народов, в рамках которого при формальном равноправии народов имеется главный народ. В России имеется ещё более сотни других народов, родным для которых выступает другой язык и которые составляют более четверти населения страны. Они, по мнению Ачкасова, также вправе претендовать на то, что принимали участие в образовании общего для всех государства не в меньшей мере, чем русские. По словам Ачкасова, поправка следует настроениям этнического большинства страны. Поправка вызывала слабое недовольство представителей политических элит других народов России, критику интеллектуалов в ряде российских республик и некоторые публичные протесты этнонационалистов других народов. Однако эта поправка в реальности ничего не изменила в положении русского большинства. Конституционная поправка была поддержана рядом деятелей русского этнического национализма.
По мнению кандидата юридических наук П. Д. Баренбойма и Е. Мишиной, «поправка превращает автора Конституции — „многонациональный народ“ в „многонациональный союз народов“, среди которых при формальном равноправии есть главный — „государствообразующий“». Они также писали, что «на самом высоком уровне заявлена главная российская национальная идея — патриотизм, устремленная в настоящее и будущее. Этой идее многонационального патриотизма явно противоречит „государствообразующая“ новелла».
С. И. Некрасов высказал мнение, что вслед за конституционной новеллой в республиках можно ожидать аналогичного правового закрепления роли или статуса титульного этноса и соответствующей ему культурной традиции. Конституционно-правовое закрепление особого статуса определённой этнической группы, в свою очередь, может привести к установлению различного рода правовых преференций в отношении представителей соответствующего этноса. Поправка вызвала негативные оценки в республиках Северного Кавказа. На эту тему высказывались адыгейский историк Самир Хотко и его дагестанский коллега Махач Мусаев. Как лишнюю норму в Конституции рассматривал поправку некоторые дагестанские учёные-гуманитарии. Коллектив Кабардино-Балкарского института гуманитарных исследований (КБИГИ) заявил: «Мы утверждаем, что государствообразующими являются все народы РФ без исключения».
Вопреки Ачкасову, кандидат философских наук К. В. Аршин пишет, что русские никогда не ставили себя выше других народов России. Напротив, культура русского народа является инклюзивной, что позволило ей включить в себя наиболее значимые элементы культуры других народов. Сами эти народы рассматривались русскими не как колониальные народы, а в качестве соучастников создании России как единого государства. По мнению Аршина, в советский период русские принесли народам СССР много благ, тогда как сами испытывали существенные притеснения. Согласно социологическим исследованиям, регионы, где русские составляют большинство, более положительно относятся к идее российской нации и готовы принять эту нацию, в то время как жители национальных республик более склонны акцентировать внимание на своих региональных идентичностях вопреки общегражданской идентичности.
Аршин пишет, что Конституция России утверждает равенство всех граждан вне зависимости от их национальной принадлежности, и поправка о русских не противоречит этой направленности. Статья 68 Конституции в пункте 2 закрепляет право республик России устанавливать собственные государственные языки, которые могут использоваться в государственных, муниципальных органах власти, наряду с русским в качестве государственного. Согласно пункту 4 статьи 68 Конституции, культура Российской Федерации является наследием многонационального народа России. Согласно преамбуле и статье 3 Конституции, источником власти и носителем суверенитета страны является многонациональный народ. В той же статье 68 культура России заявлена в качестве наследия вековой деятельности многонационального народа.
По мнению Аршина, поскольку термин «государствообразующий народ» в Конституции не определён, а в преамбуле сохраняется ссылка на многонациональный народ, термин «государствообразующий народ» не отсылает к собственно только этническим русским и, следовательно, не может провоцировать этнический национализм. Согласно Аршину, на русский народ в широком смысле как на государствообразующий указывают роль русской культуры в сложении культуры и государственности России, советского государства, вклад русских в развитие культуры, науки и медицины страны, тот факт, что русские несли на себе основную тяжесть войн, которые вело царское правительство и основную тяжесть Великой Отечественной войны, что, однако, не принижает вклада других народов России. В течение своей истории русские не ощущали себя народом, готовым и стремящимся насильственно ассимилировать другие народы. Термин «государствообразующий народ» трактуется Аршиным как совокупность представителей общей российской культуры. По его мнению, поправка является шагом по формированию общероссийской нации, для которой русский язык станет одной из основ общей идентичности.
Недовольство в республиках России привело к тому, что Конституционный суд РФ выступил с разъяснением, что поправка не противоречит Конституции РФ.